# Vasile Ursu Nicola
Vasile Ursu Nicola, noto anche con lo pseudonimo di Horea (in ungherese Hóra; Arada, 1731 – Karlsburg, 1785), è stato un rivoluzionario rumeno.

## Biografia
Horea è stato un contadino della Transilvania che, assieme a Ion Oarga ("Cloșca") e a Marcu Giurgiu ("Crişan"), guidò la ribellione contadina del novembre-dicembre 1784, iniziata nei villaggi dei monti Metalliferi a Curechiu e Mestecanis, conosciuta in seguito come la rivolta di Horea, Cloșca e Crișan.
In seguito alla soppressione della ribellione, Crişan si impiccò in prigione mentre Horea e Cloşca furono giustiziati mediante il supplizio della ruota. Horea è una figura leggendaria ed eroe popolare in Romania.

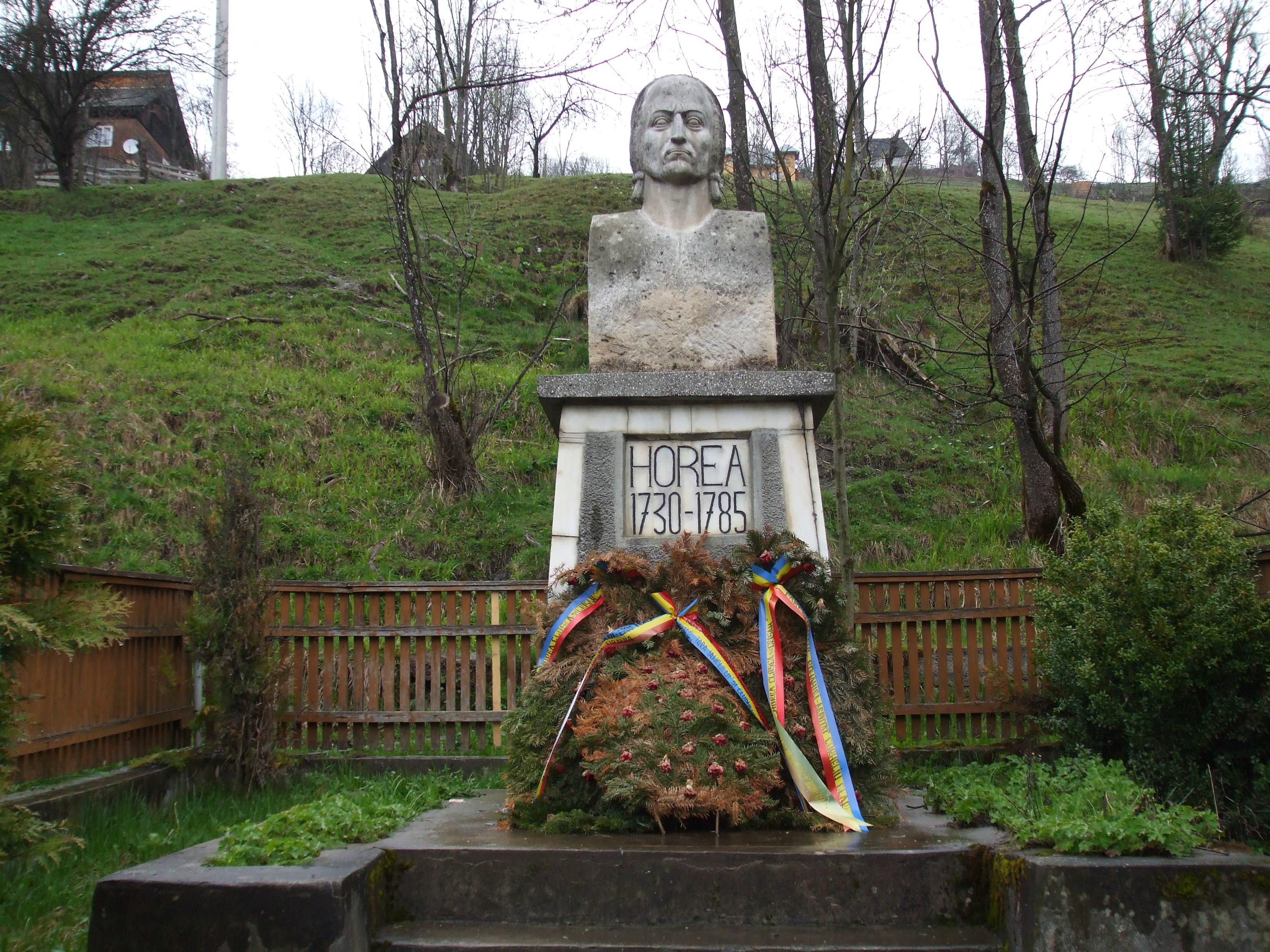
Il busto di Horea nel comune natale.